# District Arzgirski
District Arzgirski (Russisch: Арзги́рский райо́н) is een district in het noordoosten van de Russische kraj Stavropol. Het district heeft een oppervlakte van 3.383 vierkante kilometer en een inwonertal van 26.298 in 2010. Het administratieve centrum bevindt zich in Arzgir.
Bestuurlijk centrum: Stavropol

Steden: Blagodarny · Boedjonnovsk · Georgiejevsk · Ipatovo · Izobilny · Jessentoeki · Kislovodsk · Lermontov · Michajlovsk · Mineralnye Vody · Neftekoemsk · Nevinnomyssk · Novoaleksandrovsk · Novopavlovsk · Pjatigorsk · Svetlograd · Zelenokoemsk · Zjeleznovodsk

Districten: Aleksandrovski · Andropovski · Apanasenkovski · Arzgirski · Blagodarnenski · Boedjonnovski · Georgiejevski · Gratsjovski · Ipatovski · Izobilnenski · Kirovski · Koerski · Kotsjoebejevski · Krasnogvardejski · Levokoemski · Mineralovodski · Neftekoemski · Novoaleksandrovski · Novoselitski · Petrovski · Predgorni · Sjpakovski · Sovetski · Stepnovski · Toerkmenski · Troenovski